# Greig Fraser

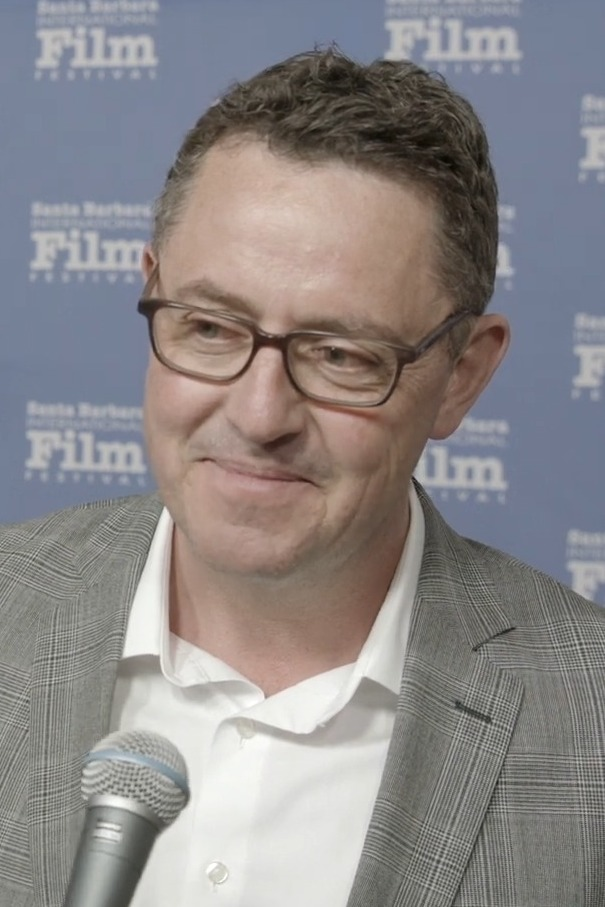
Greig Fraser bei der Vorstellung des Films Dune beim Santa Barbara International Film Festival im März 2022

Greig Fraser (* 3. Oktober 1975 in Melbourne) ist ein australischer Kameramann. Seit Beginn der 2000er-Jahre hat er an über 40 Filmprojekten mitgewirkt. Für seine Arbeit an dem Science-Fiction-Film Dune (2021) gewann er einen Oscar.

## Leben
Fraser wurde 1975 in Melbourne geboren und wuchs dort auch auf. Er studierte Fotografie am Royal Melbourne Institute of Technology.
Er ist seit dem Jahr 2000 als Kameramann tätig. Zunächst war er vor allem an mehreren Kurzfilmen beteiligt. Seit 2005 folgten mehrere Kinoproduktionen. Häufiger arbeitete er dabei mit Glendyn Ivin zusammen. Frasers' Arbeit an Bright Star (2009) brachte ihm 2011 die Ehrung als Cinematographer of the Year der Australian Cinematographers Society ein. Außerdem gewann er nach 2005 seinen zweiten AFI Award, außerdem erhielt er eine Auszeichnung bei den British Independent Film Awards 2009. Seither ist er auch für größere Hollywood-Produktionen tätig. 2012 wurde Fraser für Zero Dark Thirty vom New York Film Critics Circle in der Kategorie Beste Kamera ausgezeichnet.
Fraser war für die Kameraarbeit des im Dezember 2016 erschienenen Films Rogue One: A Star Wars Story verantwortlich. Seine Arbeit an dem Drama Lion – Der lange Weg nach Hause brachte ihm eine Oscar-Nominierung für die Beste Kamera sowie den Preis der American Society of Cinematographers (ASC) ein. 2020 wurde er gemeinsam mit Barry „Baz“ Idoine für die Kameraarbeit an einer Folge aus der ersten Staffel von The Mandalorian mit einem Emmy ausgezeichnet. Ein Oscar und eine weitere ASC-Auszeichnung folgten 2022 für den Film Dune. Eine weitere Nominierung erhielt er drei Jahre später für Dune: Part Two (2024).
Seit dem Jahr 2012 ist er Mitglied der Australian Cinematographers Society (ACS) und seit dem Jahr 2014 Mitglied der American Society of Cinematographers (ASC).
Er ist mit der Kostümdesignerin Jodie Fried verheiratet. Das Paar hat drei Kinder. Die Familie lebt seit 2008 in Los Angeles.

## Filmografie (Auswahl)
- 2000: P.I.N.S. (Dokumentarfilm)
- 2003: Cracker Bag (Kurzfilm)
- 2005: Der innere Weg (Jewboy)
- 2005: Ausgecheckt (Stranded)
- 2006: Out of the Blue – 22 Stunden Angst (Out of the Blue)
- 2009: Bright Star
- 2009: Last Ride – Manche Fesseln können gelöst werden (Last Ride)
- 2009: The Boys Are Back – Zurück ins Leben (The Boys Are Back)
- 2010: Let Me In
- 2012: Snow White and the Huntsman
- 2012: Zero Dark Thirty
- 2012: Killing Them Softly
- 2014: Foxcatcher
- 2014: The Gambler
- 2016: Lion – Der lange Weg nach Hause (Lion)
- 2016: Rogue One: A Star Wars Story
- 2018: Maria Magdalena (Mary Magdalene)
- 2018: Vice – Der zweite Mann (Vice)
- 2019: The Mandalorian (Fernsehserie, 3 Episoden)
- 2021: Dune
- 2022: The Batman
- 2023: The Creator
- 2024: Dune: Part Two